# Xã Bois Blanc, Michigan
Xã Bois Blanc (tiếng Anh: Bois Blanc Township) là một xã thuộc quận Mackinac, tiểu bang Michigan, Hoa Kỳ. Năm 2010, dân số của xã này là 95 người.